# O Szedzsong
O Szedzsong (hangul: 오세종, handzsa: 呉世種, RR: O Se-jong; Szöul, 1982. október 9. – Szöul, 2016. június 27.) olimpiai aranyérmes dél-koreai rövidpályás gyorskorcsolyázó.

## Pályafutása
Először a 2002-es Salt Lake City-i olimpián vett részt, de érmet nem szerzett. A dél-koreai váltót az elődöntőben kizárták. 2003-ban váltóban, 2006-ban csapatban világbajnok lett.
A 2006-os torinói olimpián váltóban aranyérmet nyert. A döntőben nem versenyzett, de az elődöntőben a váltó tagja volt.
2016. június 27-én Szöulban motorbalesetet szenvedett és elhunyt.

## Sikerei, díjai
- Olimpiai játékok
  - aranyérmes: 2006, Torino – 5000 m, váltó (a döntőben nem szerepelt, csak az elődöntőben)
- Világbajnokság:
  - aranyérmes (2): 2003, Varsó (5000 m, váltó), 2006, Montréal (csapat)
  - ezüstérmes (2): 2000, Hága (csapat), 2003, Szófia (csapat)
  - bronzérmes (3): 2001, Minamimaki (csapat), 2006, Minneapolis (1500 m, 3000 m)
- Ázsia-játékok
  - aranyérmes: 2003, Miszava (5000 m)